# Roodtandtrekkervis
De roodtandtrekkervis (Odonus niger) is een straalvinnige vissensoort uit de familie van trekkervissen (Balistidae). De wetenschappelijke naam van de soort is voor het eerst geldig gepubliceerd in 1836 door Rüppell.